# Seznam postav seriálu Star Trek: Discovery
Toto je seznam hlavních a některých vedlejších postav, které se objevují v seriálu Star Trek: Discovery (2017).

## Hlavní postavy
Pozn.: Barevně v souladu s uniformami je označeno zařazení postav, které se liší podle dvou období v kterých se tento seriál odehrává. 
23. století: zlatá a žlutá – velení, stříbrná a modrá – vědecká sekce, bílá – lékařská sekce, bronzová a červená – technická sekce, bezpečnost a řízení, černá – zpravodajská služba.  
32. století: červená – velení a řízení, modrá – vědecká sekce, bílá – lékařská sekce, žlutá – technická sekce a bezpečnost, tmavě šedá – bezpečnostní služba, šedá – civilisté. 
| | Jméno | Pozice | Druh                 | Herec                  | Poprvé |
| --- | --- | ------ | -------------------- | ---------------------- | ------ |
| Michael Burnham | první důstojník (1. a 2. díl) vědecký důstojník (1.–3. řada) první důstojník (3. řada) velící důstojník (4.–5. řada) | člověk | Sonequa Martin-Green | „Pozdrav po vulkánsku“ |        |
| Michael Burnham byla komandérem Hvězdné flotily a prvním důstojníkem na lodi Federace Shenzhou pod velením kapitána Philippy Georgiou, ale souhrou mnoha událostí se nakonec stala kapitánem lodi Discovery. V dětství přišla o rodiče a proto ji adoptovali Vulkánec Sarek a jeho lidská manželka Amanda Grayson, čímž se stala nevlastní sestrou Spocka. | |        |                      |                        |        |

| | Jméno | Pozice  | Druh       | Herec                  | Poprvé |
| --- | --- | ------- | ---------- | ---------------------- | ------ |
| Saru | vědecký důstojník (1. a 2. díl) první důstojník (1. řada) zastupující velící důstojník (1.-2. řada) první důstojník (2. řada) velící důstojník (3. řada) první důstojník (4. řada) velvyslanec (5. řada) | Kelpian | Doug Jones | „Pozdrav po vulkánsku“ |        |
| Saru byl vědeckým důstojníkem pod velením kapitána Philippy Georgiou na lodi Federace Shenzhou, ale souhrou mnoha událostí se nakonec stal prvním důstojníkem pod velením kapitána Michael Burnham na palubě lodi Discovery. Nakonec však odešel z Hvězdné flotily, aby mohl být velvyslancem Federace. Je z druhu Kelpianů a pochází z pre-warp planety Kaminar, kde žil jeho druh v područí predátorského technologicky mnohem vyspělejšího druhu Ba'ulů jako jejich kořist. Ale Saruovi se podařilo přivolat Federaci, která mu jako uprchlíkovi před perzekucí poskytla azyl. | |         |            |                        |        |

| | Jméno             | Pozice | Rasa         | Herec                      | Poprvé |
| --- | ----------------- | ------ | ------------ | -------------------------- | ------ |
| Paul Stamets | vědecký důstojník | člověk | Anthony Rapp | „Kontext je výsadou králů“ |        |
| Paul Stamets je vědecký důstojník na lodi Discovery, nejdřív pod velením kapitána Gabriela Lorcy, ale nakonec pod kapitánkou Burnham. Na palubě speciálně navržené Discovery, na čemž se sám podílel, provádí tajný výzkum svého vynálezu spórového pohonu, který umožňuje téměř okamžitou přepravu kamkoliv v galaxii. Jeho životním partnerem je hlavní lékař lodi doktor Hugh Culber. |                   |        |              |                            |        |

| | Jméno | Pozice | Rasa         | Herec                      | Poprvé |
| --- | --- | ------ | ------------ | -------------------------- | ------ |
| Sylvia Tilly | kadet (1. řada) teoretický inženýr (2.-3. řada) první důstojník (3.-4. řada) instruktor (4. řada) vědecký poradce (5. řada) | člověk | Mary Wiseman | „Kontext je výsadou králů“ |        |
| Sylvia Tilly začínala jako nesmělá kadetka Hvězdné flotily, na praxi umístěná na loď Discovery, ale postupem času se vypracovala na důstojníka a dokonce až na prvního důstojníka. Nakonec odešla sama učit na obnovenou Akademii Hvězdné flotily. Má složitý vztah se svoji matkou, byla samotářská, ale na Discovery si časem našla mnoho přátel včetně své nejlepší kamarádky Michael. | |        |              |                            |        |

| | Jméno        | Pozice | Rasa        | Herec                                   | Poprvé |
| --- | ------------ | ------ | ----------- | --------------------------------------- | ------ |
| Hugh Culber | hlavní lékař | člověk | Wilson Cruz | „Řezníkův nůž nemá s jehňaty slitování“ |        |
| Doktor Hugh Culber je hlavní lékař na palubě lodi Discovery, nejdřív pod velením kapitána Gabriela Lorcy, ale nakonec pod kapitánkou Burnham. Jeho životním partnerem je vědecký důstojník na Discovery Paul Stamets. |              |        |             |                                         |        |

| | Jméno                                                  | Pozice | Rasa         | Herec              | Poprvé |
| --- | ------------------------------------------------------ | ------ | ------------ | ------------------ | ------ |
| Ash Tyler | bezpečnostní důstojník (1. řada) tajný agent (2. řada) | člověk | Shazad Latif | „Zvol si svá muka“ |        |
| Ash Tyler byl jmenován hlavním bezpečnostním důstojníkem Discovery, protože ohromil kapitána Lorcu svými bojovými a pilotními schopnostmi. Po válce s Klingony byl naverbován do Oddílu 31, tajné zpravodajské služby Federace. Když se Discovery chystala odcestovat do budoucnosti, on se rozhodl zůstat ve své době, ve 23. století. Poté se stal velitelem Oddílu 31. |                                                        |        |              |                    |        |

| | Jméno                               | Pozice | Rasa             | Herec   | Poprvé |
| --- | ----------------------------------- | ------ | ---------------- | ------- | ------ |
| D. Nhan | bezpečnostní důstojník (2.–5. řada) | Barzan | Rachael Ancheril | „Bratr“ |        |
| D. Nhan původně sloužila na Enterprise jako hlavní bezpečnostní důstojník pod kapitánem Pikem, se kterým byla dočasně umístěna na Discovery, kde se nakonec rozhodla zůstat. Ve 32. století odešla z Discovery pomoct svým lidem na lodi Tikhov. Později se na své domovské planetě setkala s potomky své rodiny, se kterými si ovšem nerozuměla a tak se nakonec přidala k bezpečnostní službě Federace. |                                     |        |                  |         |        |

| | Jméno                          | Pozice | Rasa           | Herec        | Poprvé |
| --- | ------------------------------ | ------ | -------------- | ------------ | ------ |
| Adira Tal | vědecký důstojník (3.–5. řada) | člověk | Blu del Barrio | „Pozemšťané“ |        |
| Adira Tal se označuje za nebinární a žila na Zemi ve 32. století kde sloužila v obranném sboru planety a později se přidala k posádce USS Discovery na pozici inženýra pod Stametsem. Později se stala občanem Federace. |                                |        |                |              |        |

| | Jméno                | Pozice | Rasa       | Herec   | Poprvé |
| --- | -------------------- | ------ | ---------- | ------- | ------ |
| Jett Reno | inženýr (2.–5. řada) | člověk | Tig Notaro | „Bratr“ |        |
| Jett Reno byla komandérem Hvězdné flotily Federace ve 23. století. Sloužila jako inženýrka na palubě USS Hiawatha během války Federace s Klingony a po ní na palubě Discovery. |                      |        |            |         |        |

| | Jméno                      | Pozice | Druh         | Herec                      | Poprvé |
| --- | -------------------------- | ------ | ------------ | -------------------------- | ------ |
| Gabriel Lorca | velící důstojník (1. řada) | člověk | Jason Isaacs | „Kontext je výsadou králů“ |        |
| Gabriel Lorca byl první kapitán lodi Discovery, který naverboval Michael pod své velení, aby mu pomohla v boji s Klingony. Ve válce se ukázal schopným a rozhodným velitelem s dobrými válečnickými schopnostmi. |                            |        |              |                            |        |

| | Jméno                                 | Pozice | Druh        | Herec   | Poprvé |
| --- | ------------------------------------- | ------ | ----------- | ------- | ------ |
| Christopher Pike | zastupující velící důstojník (2.řada) | člověk | Anson Mount | „Bratr“ |        |
| Christopher Pike převzal velení Discovery jako zastupující kapitán ve druhé řadě seriálu, přestože je kapitánem Enterprise. Stalo se tak proto, aby vyšetřil záhadné rudé záblesky přicházející z naší galaxie, které vyřadili některé systémy Enterprise. |                                       |        |             |         |        |

| | Jméno                                                            | Pozice   | Druh                | Herec           | Poprvé |
| --- | ---------------------------------------------------------------- | -------- | ------------------- | --------------- | ------ |
| Rayner | velící důstojník (1. a 2. díl 5. řady) první důstojník (5. řada) | Kellerun | Callum Keith Rennie | „Rudá směrnice“ |        |
| Rayner byl kapitán Hvězdné flotily na lodi Federace USS Antares, ale kvůli prohřešku byl vyšetřován a vrchní velitel Flotily a zároveň jeho dlouholetý přítel Vance mu doporučil odchod do výslužby. Od toho ho uchránila kapitán Burnham nabídkou pozice jejího prvního důstojníka náhradou za odcházejícího komandéra Sarua, což přijal a získal hodnost komandéra. Flotilu a Federaci má rád, ale úkol je pro něj často důležitější než možné následky. |                                                                  |          |                     |                 |        |

| | Jméno                                             | Pozice  | Druh        | Herec                              | Poprvé |
| --- | ------------------------------------------------- | ------- | ----------- | ---------------------------------- | ------ |
| Cleveland „Book“ Booker | kurýr (3. řada) bezpečnostní poradce (4.–5. řada) | Kwejian | David Ajala | „Naděje nebyla zbytečná (1. část)“ |        |
| Cleveland Booker známý spíše svojí přezdívkou Book, rodným jménem Tareckx. Byl první člověk se kterým se setkala Michael poté co přicestovala časem do 32. století. Poté rok spolupracovali jako kurýři než přicestovala i Discovery k jejíž posádce se Book nakonec přidal jako bezpečnostní poradce. Má speciální psychické schopnosti, díky kterým dokáže komunikovat se zvířaty a rostlinami. Pochází z planety Kwejian ve 32. století, kde žije zbytek jeho rodiny se kterou má problematický vztah a proto s ní přerušil kontakt. |                                                   |         |             |                                    |        |

## Vedlejší postavy
| Jméno             | Rasa                                    | Herec                    | Popis |
| ----------------- | --------------------------------------- | ------------------------ | --- |
| Keyla Detmer      | člověk                                  | Emily Coutts             | kormidelnice USS Discovery |
| Joann Owosekun    | člověk                                  | Oyin Oladejo             | operační důstojnice USS Discovery |
| Ariam             | člověk/kyborg                           | Hannah Cheesman          | operátorka spoórového pohonu USS Discovery |
| Nilsson           | člověk                                  | Sara Mitich              | operátorka spoórového pohonu USS Discovery |
| Gen Rhys          | člověk                                  | Patrick Kwok-Choon       | taktický důstojník USS Discovery |
| Ronald A. Bryce   | člověk                                  | Ronnie Rowe Jr.          | komunikační důstojník USS Discovery |
| Tracy Pollard     | člověk                                  | Raven Dauda              | lékařka USS Discovery |
| Linus             | Saurian                                 | David Benjamin Tomlinson | vědecký důstojník USS Discovery |
| Christopher       | člověk                                  | Orville Cummings         | komunikační důstojník USS Discovery |
| Philippa Georgiou | člověk                                  | Michelle Yeoh            | kapitánka USS Shenzhou / císařovna terranské říše v zrcadlovém vesmíru |
| Sarek             | Vulkánec                                | James Frain              | vulkánský diplomat a adoptivní otec Michael (Postava se objevila už v původním seriálu jako vlastní otec Spocka.)                                                         |
| T'Kuvma           | Klingon                                 | Chris Obi                | stoupenec Kahlessova starého učení, zarytý tradicionalista a nacionalista a vůdce skupiny podobně smýšlejících Klingonů                                                   |
| L'Rell            | Klingon                                 | Mary Chieffo             | následovnice T'Kuvmy a pozdější vůdkyně Klingonské říše jako kancléřka Klingonské vysoké rady                                                                             |
| Katrina Cornwell  | člověk                                  | Jayne Brook              | admirál Hvězdné flotily a stará známá kapitána Lorcy |
| Harry Mudd        | člověk                                  | Rainn Wilson             | notoricky známý pašerák a podvodník |
| Amanda Grayson    | člověk                                  | Mia Kirshner             | manželka Sareka, vlastní matka Spocka a adoptivní matka Michael |
| Una Chin-Riley    | Illyrian                                | Rebecca Romijn           | první důstojnice na Enterprise (Postava se objevila už v prvním pilotu původního seriálu „Klec“)                                                                          |
| Spock             | člověk/Vulkánec                         | Ethan Peck               | vědecký důstojník na Enterprise a nevlastní bratr Michael |
| Leland            | člověk                                  | Alan van Sprang          | kapitán lodi tajné výzvědné služby Hvězdné flotily Oddíl 31 |
| Charles Vance     | člověk                                  | Oded Fehr                | vrchní velitel Hvězdné flotily ve 32. století |
| Kovich            | člověk                                  | David Cronenberg         | odborník na kognitivní vědu se specializací na umělou inteligenci |
| Osyraa            | Orionec                                 | Janet Kidder             | vůdkyně zločineckého syndikátu Smaragdový řetězec |
| Diatta Ndoye      | člověk                                  | Phumzile Sitole          | generálka obranných sil Spojené Země |
| T'Rina            | Vulkánec                                | Tara Rosling             | prezidentka planety Ni'Var (dříve Vulkán) |
| Ryn               | Andorian                                | Noah Averbach-Katz       | de facto otrok Smaragdového řetězce |
| Laira Rillak      | míšenka člověka, Bajorana a Cardassiana | Chelah Horsdal           | prezidentka Federace od roku 3190 |
| Ruon Tarka        | Risian                                  | Shawn Doyle              | vědec Federace |
| Hirai             | člověk                                  | Hiro Kanagawa            | přední odborník Federace na astrolingvistiku, xenofonologii a teoretickou sémiotiku                                                                                       |
| L'ak              | Breen                                   | Elias Toufexis           | poslední následník breenského císaře, kterého se pokusil využit jeho strýc k vlastnímu nástupu na trůn. Oženil se s lidskou ženou Moll, za což na ně byla vypsaná odměna. |
| Moll              | člověk                                  | Eve Harlow               | kurýrka a manželka L'aka, s kterým se chtěli vykoupit z odměny na jejich hlavy, pomocí nálezu technologie Předchůdců schopné vytvářet život.                              |
| Ruhn              | Breen                                   | Tony Nappo               | breenský primarch, vůdce jedné z frakcí bojujících o trůn, strýc L'aka.                                                                                                   |